# Lena Alwerud
Lena Birgitta Alwerud, född 11 september 1957 i Övertorneå, är en svensk journalist och redaktör.
Alwerud började sin karriär vid Smålandsbygdens Tidning 1976−1978. 1980 deltog hon i länskampanjen för linje 3 i samband med folkomröstningen om kärnkraft. Hon var ombudsman för Centerpartiers Ungdomsförbund i Jönköpings distrikt 1980–1981. År 1983 studerade hon journalistisk vid Stockholms universitet. Åren 1983–1985 var hon projektledare vid Bygdegårdarnas Riksförbund. Hon var redaktör för Centerpartiets ungdomsförbunds tidning Ung Center från 1985.
Hon har skrivit en bibliografi över Visingsölitteratur (1986).